# Party (Iggy Pop)
Party è il quinto album di Iggy Pop pubblicato nel 1981 da Arista Records in formato LP e MC.

## Tracce
1. Pleasure - 3:11
2. Rock And Roll Party - 4:11
3. Eggs On Plate - 3:42
4. Sincerity - 2:38
5. Houston Is Hot Tonight - 3:30
6. Pumpin' For Jill - 4:30
7. Happy Man - 2:19
8. Bang Bang - 4:06
9. Sea Of Love - 3:38
10. Time Won't Let Me - 3:17
11. Speak To Me - 2:39[2]
12. One For My Baby - 4:05[2]

## Credits

### Cast artistico
- Michael Page - basso
- Douglas Bowne - percussioni
- Rob DuPrey - chitarra
- Ivan Kral - chitarra e tastiere
- Iggy Pop - voce

### Cast tecnico
- Thom Panunzio - produzione tracce 1, 2, 3, 4, 5, 6, 7
- Tommy Boyce - produzione tracce 8, 9, 10

### Autori
- Iggy Pop, Ivan Kral - tracce 1, 2, 3, 4, 5, 6, 7, 8